# Pseudocarpidium domingense
Pseudocarpidium domingense là một loài thực vật có hoa trong họ Hoa môi. Loài này được (Urb. & Ekman) Moldenke miêu tả khoa học đầu tiên năm 1937.